# Schloss Stetten ob Lontal

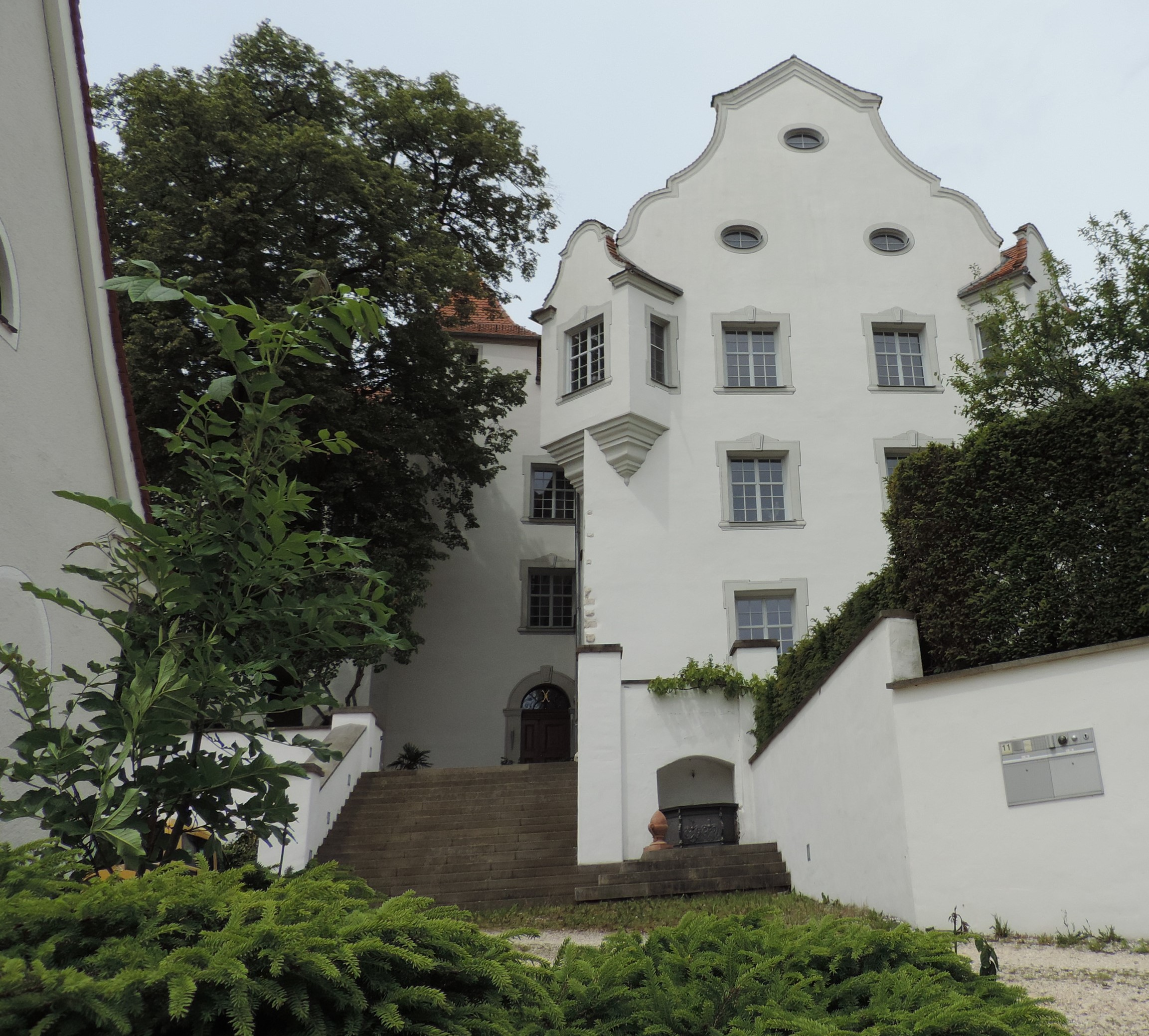
Hauptaufgang zum Schloss

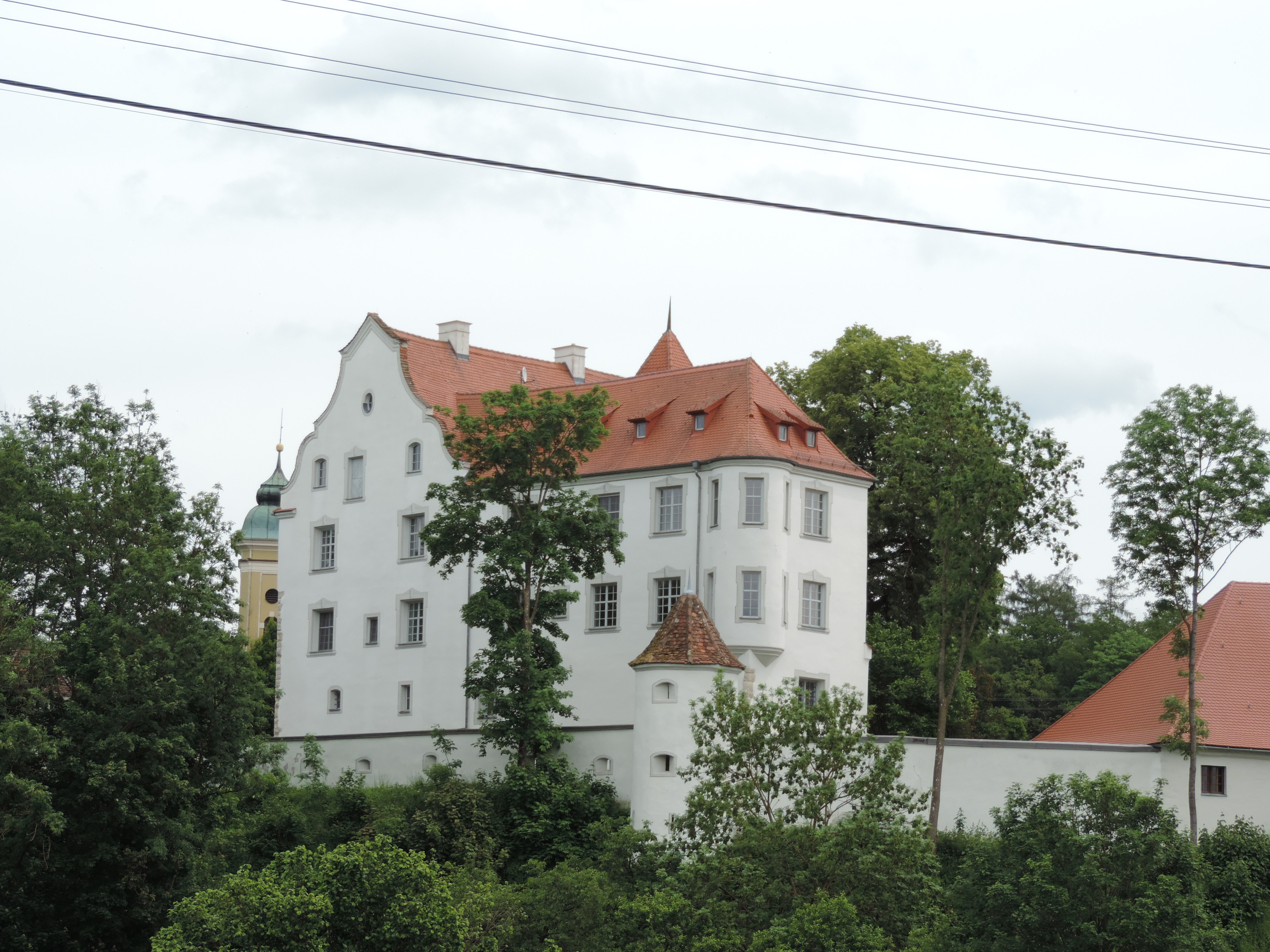
Nordseite des Schlosses

Das Schloss Stetten ob Lontal steht im Dorf Stetten ob Lontal, einem Stadtteil von Niederstotzingen, etwa einen Kilometer südlich des unteren Lonetals.

## Geschichte
Das 1646 im  Renaissancestil erbaute Schloss liegt erhöht auf den Hügelausläufern einer ehemaligen Burgstelle. Zwischen 1712 und 1748 erfolgten durch Valerian Brenner umfangreiche Renovierungs- und Sanierungsarbeiten im Stil des Barock. 1821 erwarb Graf Carl Leopold von Maldeghem von den Herren von Riedheim das Gebäude und die dazugehörenden Liegenschaften. Graf Maldeghem benutzte das Schloss als Schul- und Rathaus bzw. zur Vermietung. Seit 1976 befindet es sich im Privatbesitz und ist nicht der Öffentlichkeit zugänglich.

## Schlossherren
- Wilhelm von Riedheim,	1357
- Herren von Reinheim, bis 1646
- Heinrich Wilhelm von Hack
- Forstmeister Daniel Schleiche, 1678 Kauf von Sophie Elisabeth von Jaxheim
- Johann Philipp von Schell, 1707 Kauf
- Gebrüder von Rakenitz, 1720 Kauf
- Graf Carl Leopold von Maldeghem, 1821 Kauf für 100.000 fl. von Sigmund Freiherr von Riedheim